# Subfóssil

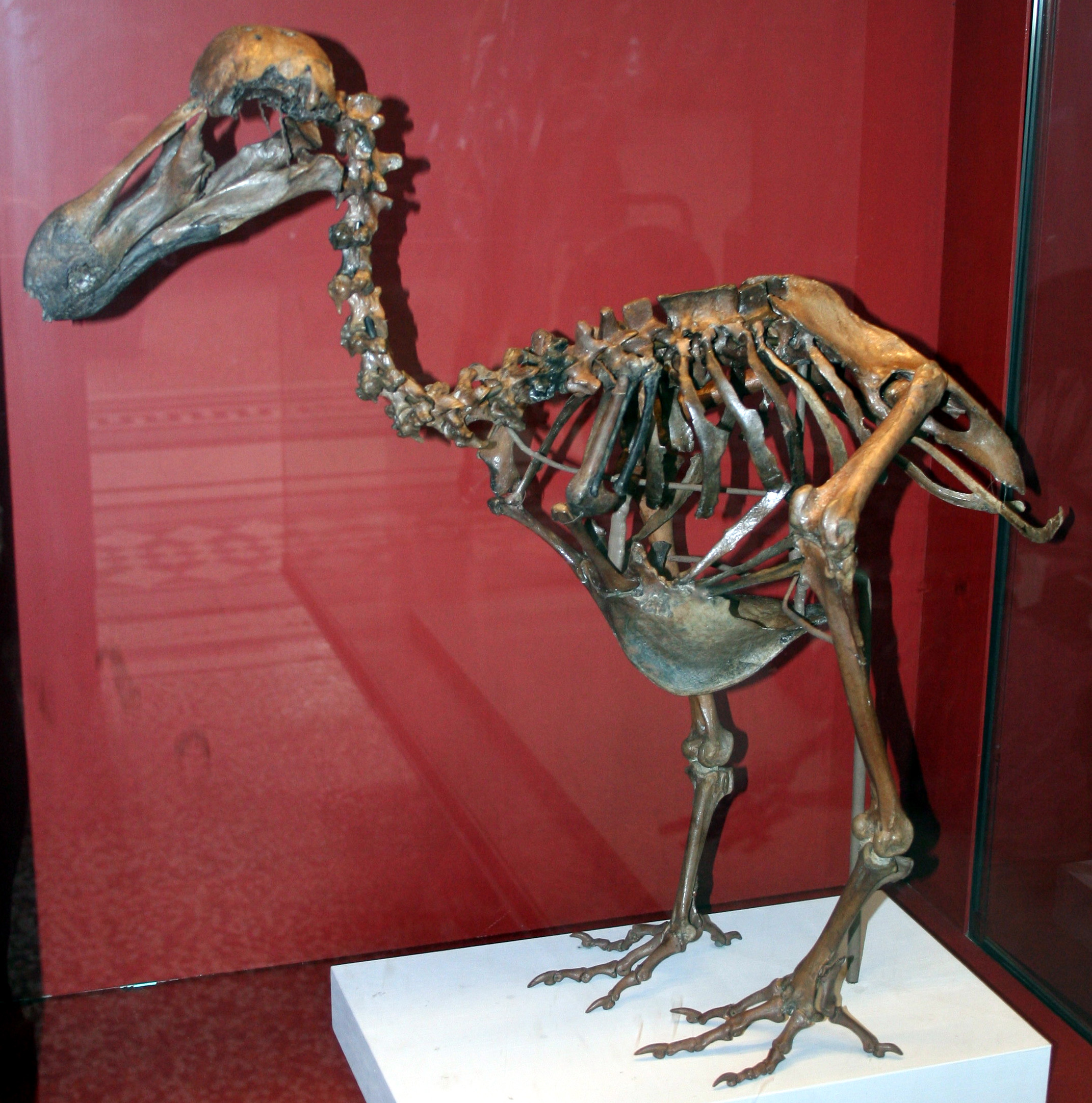
O fóssil de um Dodô.

Subfóssil ou semifóssil é um termo antigo, atualmente em desuso por possuir definições divergentes e subjetivas. O termo comumente referia-se a restos biológicos ou vestígios de atividade biológica cujo processo de substituição dos componentes originais por minerais durante a diagênese era considerado incompleto, seja pela falta de tempo ou porque a condição em que eles foram soterrados não produziram alterações no material preservado. Também foi usado para restos de seres do Holoceno, ou com menos de 10 000, 10 500, 11 000, 11 700 anos, ou até mesmo 1 milhão de anos, para diferencia-los dos fósseis "genuínos", que seriam mais antigos que esses limites.
Atualmente há na paleontologia a recomendação do abandono do termo, pois esta ciência desconsidera a necessidade de alteração química para a classificação de um resto biológico como fóssil devido ao fato de que há numerosos exemplos de fósseis que não sofreram tais alterações. Naturalmente, a grande maioria dos fósseis sem alteração química é proveniente de depósitos quaternários, mas há, por exemplo, fósseis que permanecem com composição original por bilhões de anos. É o caso dos palinomorfos.
Na concepção antiga, somente restos ou vestígios de seres vivos anteriores ao Holoceno eram considerados fósseis. Esse limite, calculado pela ultima glaciação, é a duração estimada para a época geológica atual. Não é imprescindível que o ser vivo fossilizado seja um ser extinto. Muitas espécies de seres vivos atuais são encontradas no registro fossilífero, incluindo o Holoceno. Alguns grupos sofreram poucas modificações morfológicas ao longo do Tempo Geológico e também chamadas no passado de "fósseis-vivos" ou "formas-relíquias", termos que também caíram em desuso e não encontram amparo científico na Sistemática moderna.

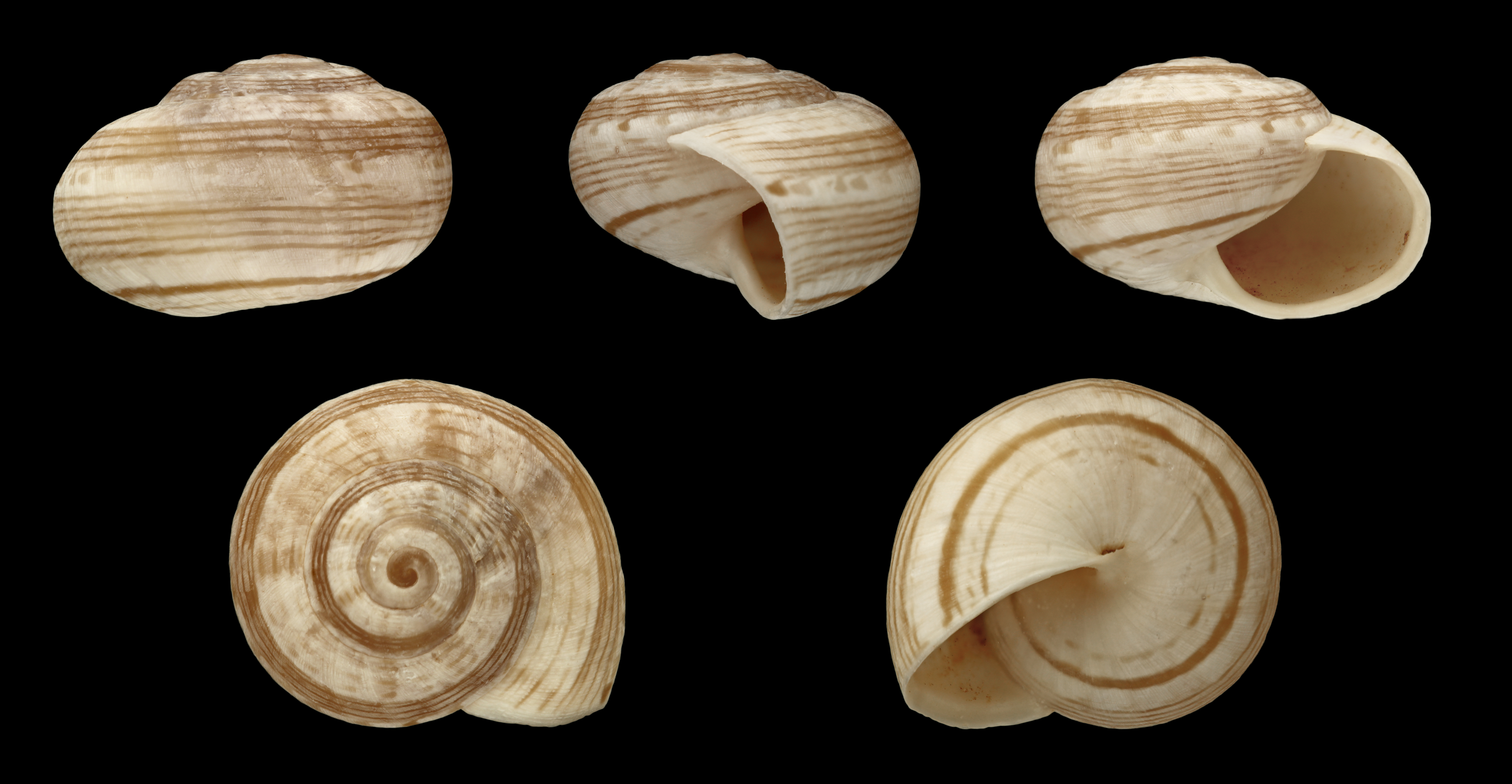
Fóssil Theba geminata

## Aplicação especial do termo a conchas de moluscos
Para restos, como conchas marinhas de moluscos, que frequentemente não mudam sua composição química ao longo do tempo geológico, e podem ocasionalmente até reter características como as marcações de cor original por milhões de anos, o rótulo 'subfóssil' foi aplicado a conchas que são possuem idades de até alguns milhares de anos, mas são do Holoceno e, portanto, não teriam idade suficiente para ser da do Pleistoceno.

## Importância na paleontologia
Uma das principais importâncias do estudo de fósseis do Holoceno (em relação aos mais antigos) é que eles frequentemente contêm material orgânico, que pode ser usado para datação por radiocarbono ou extração e sequenciamento de DNA, proteína ou outras biomoléculas. Além disso, as razões de isótopos podem fornecer informações sobre as condições ecológicas nas quais os animais extintos viviam. Fósseis do Holoceno são úteis para estudar a história evolutiva de um ambiente e podem ser importantes para estudos em paleoclimatologia.